# San Antonio Kaua

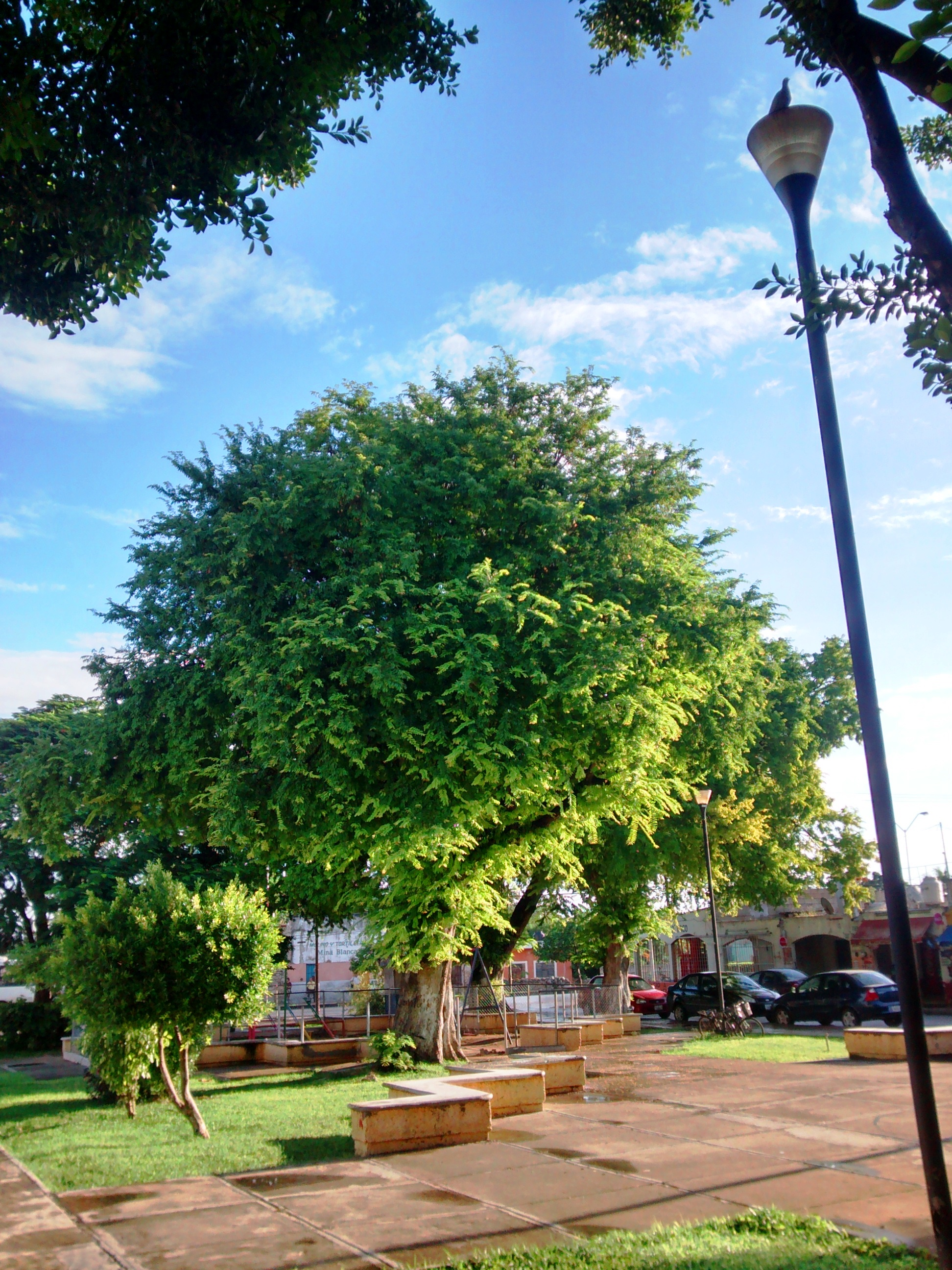
Parque del Fraccionamiento San Antonio Kaua, Mérida, Yucatán

San Antonio Kaua, localidad ubicada en el municipio de Mérida, en Yucatán, México. Actualmente, conurbada con la ciudad de Mérida, es propiamente un barrio más de la ciudad capital del estado de Yucatán.

## Toponimia
San Antonio hace referencia a Antonio de Padua. El toponímico Kaua significa en idioma maya el lugar que ¿está amargo?. Usado así, en forma interrogativa, por provenir de los vocablos ka contracción de kaah, que significa amargo y yuá, está o es.

## Datos históricos
- La propiedad fue de la familia Espinosa.[6]
- Fue importante en la desfibración del henequén.
- En 1921 cambió su nombre de San Antonio Kaná a San Antonio Kaua.

## Restauración
El viejo casco de la hacienda ha sido restaurado. Tenía su noria y un sótano empleado como galera.

## Importancia histórica
El casco de la hacienda data del siglo XIX.

## Demografía
En 1900 según el INEGI, la población de la localidad era de 183 habitantes, de los cuales 91 eran hombres y 92 eran mujeres.
| 66                          | 80 | 43 | 102 | 101 | 153 | 381 | ? | 190 | 183 |
| (Fuente: INEGI [Consultar]) |    |    |     |     |     |     |   |     |     |

## Galería

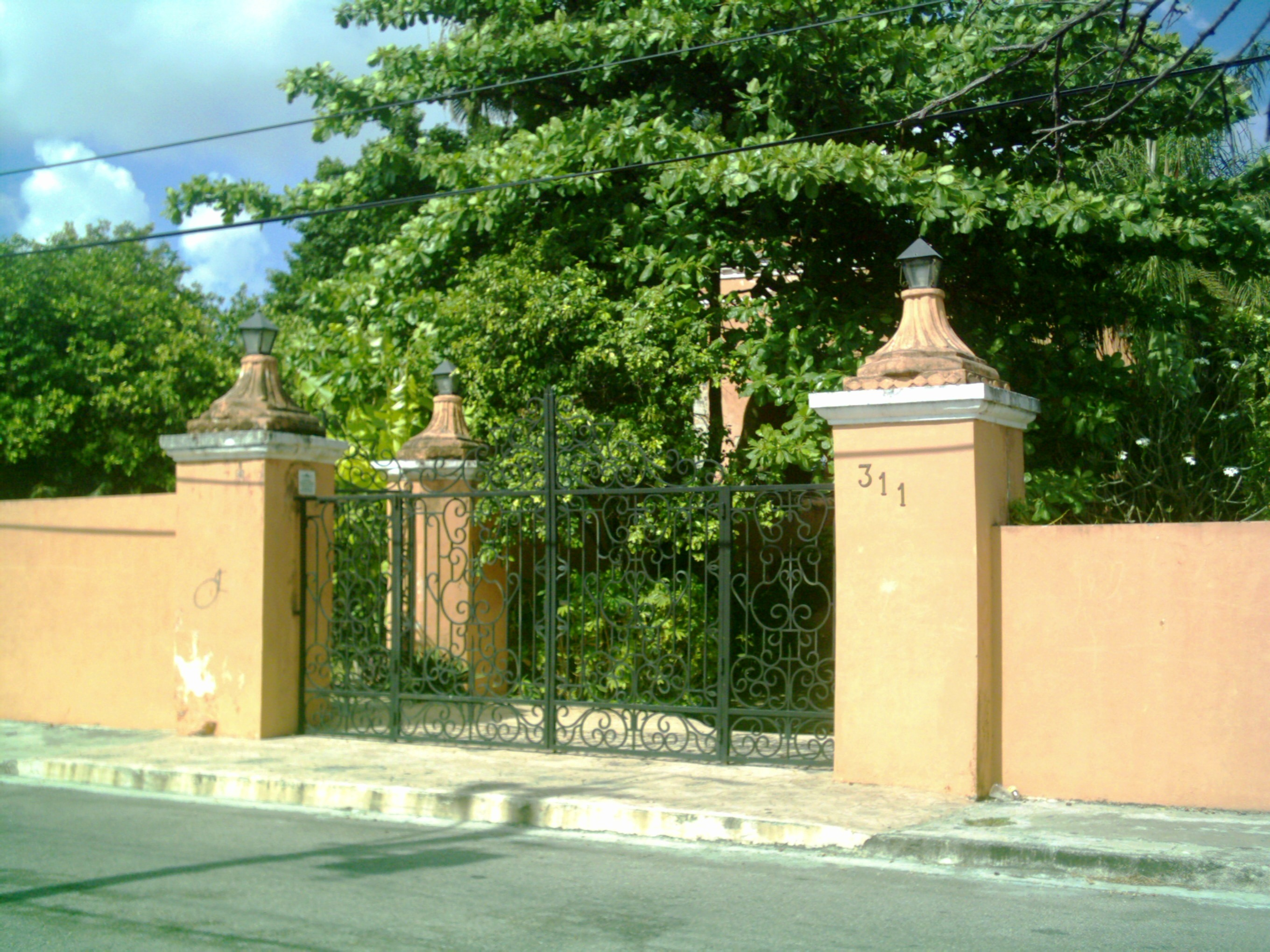
Vista de la hacienda.